# Jans Bay
Jans Bay är en ort i Kanada.   Den ligger i provinsen Saskatchewan, i den centrala delen av landet, 2 500 km väster om huvudstaden Ottawa. Jans Bay ligger 423 meter över havet och antalet invånare är 181.
Terrängen runt Jans Bay är platt. Trakten runt Jans Bay är nära nog obefolkad, med mindre än två invånare per kvadratkilometer.. Närmaste större samhälle är Canoe Narrows, 2,1 km nordväst om Jans Bay.
I omgivningarna runt Jans Bay växer i huvudsak blandskog.